# 杨亦鸣
杨亦鸣，江苏师范大学语言科学与艺术学院院长，江苏省语言科学与神经认知工程重点实验室主任，曾入选中国教育部长江学者特聘教授，长期从事神经语言学、理论语言学和工程语言学研究。

## 兼职
担任中国全国哲学社会科学规划领导小组社科基金评审组成员、教育部高等学校中文教学指导委员会委员，担任《语言科学》杂志主编。